# Phospholipase A1
 (février 2024).
Si vous disposez d'ouvrages ou d'articles de référence ou si vous connaissez des sites web de qualité traitant du thème abordé ici, merci de compléter l'article en donnant les références utiles à sa vérifiabilité et en les liant à la section « Notes et références ».
La phospholipase A1 (PLA1) est une hydrolase qui libère spécifiquement l'acide gras estérifiant l'hydroxyle du carbone 1 du glycérol d'un phosphoglycéride pour donner un lysophospholipide :
|                     | + H2O {\displaystyle \rightleftharpoons } |            | + |                           |
| Phosphatidylcholine |                                           | Acide gras |   | 1-lysophosphatidylcholine |
Cette enzyme intervient dans le métabolisme pour libérer des acides gras à partir des phospholipides. On la trouve également dans le venin de serpent.
Les autres types de phospholipases sont la phospholipase A2, la phospholipase B, la phospholipase C et la phospholipase D.

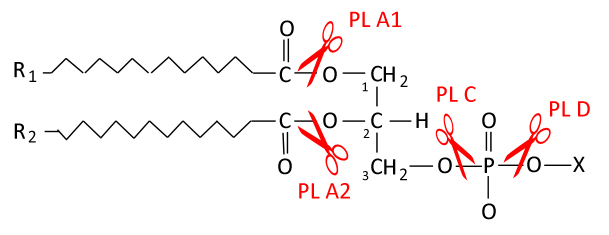
Zones de clivage des différentes classes de phospholipases :
- PLA1 : phospholipase A_{1},
- PLA2 : phospholipase A_{2},
- PLC : phospholipase C,
- PLD : phospholipase D.